# トランストロン
株式会社トランストロン（英: Transtron Inc.）は、神奈川県横浜市に所在する自動車部品の製造メーカー。富士通といすゞ自動車の関連企業。

## 概要
車載情報システムとして富士通ブランドのデジタルタコグラフおよびいすゞ純正のテレマティクスサービス「MIMAMORI」用のハードウェアを製造している。デンソー（デンソーソリューション）向けにも富士通ブランド製品をそのまま供給している。また、車両制御ユニットとしてエンジンコントロールユニットや各種センサーを生産し、自動車メーカー各社へ供給している。

## 拠点

### 国内拠点
- 本社
  - 神奈川県横浜市港北区新横浜2-15-16 NMF 新横浜ビル
- センター南事業所
  - 神奈川県横浜市都筑区茅ケ崎東4-1-11
- 沼津事業所
  - 静岡県沼津市宮本140 富士通株式会社 沼津工場内
- 名護事業所
  - 沖縄県名護市字豊原221-38 みらい5号館
- センシング・ソリューション・ラボラトリー
  - 神奈川県横浜市都筑区北山田5-1-74 金子ビル

### 海外拠点
- TRANSTRON (THAILAND) CO.,LTD.
  - 136 Moo.5 Bangkadi Industrial Park, Tiwanond Road, Tambon Bangkadi, Amphur Muang Pathumthani 12000 Thailand
- TRANSTRON (SUZHOU) AUTOMOBILE ELECTRONICS TECHNOLOGY Inc.
  - Room No. 302, 101 Park Building 20, 158 Jin Feng Road, New District, Suzhou 215163, P.R. CHINA
- TRANSTRON AMERICA, Inc.
  - 6500 Emerald Parkway Suite 375, Dublin, OH 43016, USA